# Milcute
Milcute, eller Shoujo Tenshi Mil Cute är en mahou shoujo manga gjord av Michiyo Kikuta.
Serien började att publiceras i den japanska flicktidningen Nakayoshi 2005. Den första volymen av Shoujo Tenshi Milcute kom ut den 19 mars 2006.